# Antoine Baumann
 (août 2024).
Pour les articles homonymes, voir Baumann.
Signature
Antoine Baumann, né le 10 mai 1860 à Saint-Chamond et mort le 11 août 1925 à Vanves, est un magistrat, penseur politique, économiste et écrivain français.

## Biographie
Né en 1860, Antoine Baumann exerce la fonction de juge suppléant à Lyon en 1885.
Fortement influencé par la pensée d'Auguste Comte, il contribue à propager son positivisme par des œuvres littéraires et des romans philosophiques. De plus, il devient son exécuteur testamentaire en 1900, succédant au docteur Robinet.
Il se rallie ensuite à l'Action française, attiré par la synthèse maurassienne du nationalisme et du positivisme.

## Publications
- Droit romain : Des Exceptions au droit commun introduites pour les besoins du commerce de terre ; Droit français : Des Conditions générales du crime de faux en écriture, Thèse de doctorat à la Faculté de droit de Lyon, 1887 ;
- Le Tribunal de Vuillermoz, Paris, Perrin & cie, 1898 ;
- Souvenirs de magistrat, Paris, Perrin & cie, 1899 [3],[4];
- La Vie sociale de notre temps, notes, opinions et rêveries d'un positiviste, Paris, Perrin, 1900 ;
- Le Positivisme depuis Auguste Comte, article dans les Annales de philosophie chrétienne, 1901 ;
- Auguste Comte et la liberté de l'enseignement, article dans les Annales de philosophie chrétienne, 1903 ;
- La religion positive, Paris, Perrin & cie, 1903 [5];
- Le programme politique du positivisme, Paris, Perrin & cie, 1904 ;
- Contre les Insulteurs de Jeanne d'Arc, collectif (avec Léon Daudet, Édouard Drumont, François Coppée etc.), transcription de discours à la réunion du 5 décembre 1904 dans les locaux de l'Action française, à l'occasion de la première affaire Thalamas, 1905 ;
- L'Avenir qui sort du passé. Les martyrs de Lyon au IIe siècle roman historique, Paris, Perrin, 1906 ;
- Le cœur humain et les lois de la psychologie positive, Paris, Perrin, 1909 ;
- Les Méthodes d'action maçonnique, publié par la Ligue française antimaçonnique, 1910 ;
- Hugues Capet, récit historique, Paris, Perrin, 1912 ;
- L'Union dans la famille, dans la patrie, dans l'humanité et au-delà, entretiens positivistes, Paris, Perrin, 1914.